# Acacia cupularis
Acacia cupularis é uma espécie de leguminosa do gênero Acacia, pertencente à família Fabaceae.